# Carlos Andrés Álvarez
Carlos Andrés Álvarez Echeverry, conocido simplemente como "El Chumi" (Medellín, Antioquia, Colombia; 2 de diciembre de 1981)1 es un exfutbolista colombiano. Jugaba como delantero y estuvo en actividad durante 12 temporadas, anotando 94 goles.

## Clubes
| Club                   | País     | Año         |
| ---------------------- | -------- | ----------- |
| Atlético Huila         | Colombia | 2000        |
| Independiente Medellín | Colombia | 2001        |
| Envigado F. C.         | Colombia | 2002        |
| Deportivo Cali         | Colombia | 2002        |
| Atlético Nacional      | Colombia | 2004 - 2005 |
| Atlético Huila         | Colombia | 2005        |
| Atlético Bucaramanga   | Colombia | 2006        |
| Independiente Medellín | Colombia | 2006        |
| Real Cartagena         | Colombia | 2007        |
| Atlético Huila         | Colombia | 2007        |
| Envigado F. C.         | Colombia | 2008 - 2012 |
| Universidad San Martín | Perú     | 2012        |

## Palmarés

### Campeonatos nacionales
| Título          | Club              | País     | Año  |
| --------------- | ----------------- | -------- | ---- |
| Torneo Apertura | Atlético Nacional | Colombia | 2005 |